# U-981
U-981 je bila nemška vojaška podmornica Kriegsmarine, ki je bila dejavna med drugo svetovno vojno.

## Zgodovina
Podmornica je bila potopljena 12. avgusta 1944 v Biskajskem zalivu, potem ko je naletela na pomorsko mino med britanskim zračnim napadom; umrlo je 12 članov posadke, medtem ko je preživelo 40 podmorničarjev.

## Poveljniki
| Poveljniki |                                    |                |                                  |
| Št.        | Čin                                | Ime            | Poveljstvo                       |
| 1.         | Nadporočnik (Oberleutnant zur See) | Walter Sitek   | 3. junij 1943 - 27. junij 1944   |
| 2.         | Nadporočnik (Oberleutnant zur See) | Günther Keller | 28. junij 1944 - 12. avgust 1944 |

## Tehnični podatki
| Kategorije                                    | Podatki                       |
| --------------------------------------------- | ----------------------------- |
| Teža (t): na površju pod površjem polna Teža  | 769 871 1.070                 |
| Dolžina (m) - tlačni trup (m)                 | 67,10 - 50,50                 |
| Širina (m) - tlačni trup (m)                  | 6,20 - 4,70                   |
| Izpodriv (m)                                  | 4,74                          |
| Višina (m)                                    | 9,6                           |
| Moč (hp): na površju pod podvršjem            | 3.200 750                     |
| Hitrost (vozlov): na površju pod podvršjem    | 17,7 7,6                      |
| Doseg (milja/vozel): na površju pod podvršjem | 8.500/10 80/4                 |
| Torpeda/Torpedne cevi                         | 14/5 (4 na premcu, 1 na krmi) |
| Krovni top (mm)                               | 88                            |
| Mine                                          | 26 TMA                        |
| Posadka                                       | 44-52                         |
| Maksimalni potop (m)                          | 220                           |